# Maria Malicka-Błaszkiewicz
Maria Teresa Malicka-Błaszkiewicz (morta l'1 de març de 2021) va ser una bioquímica polonesa a la Universitat de Wrocław. La seva especialització era bioquímica d'estructures subcel·lulars.
Maria Malicka-Błaszkiewicz, bioquímica, professora i educadora de moltes generacions de bioquímics i biotecnòlegs, va ser cap del Departament de Patologia Cel·lular, vicedegana de la Facultat de Prevenció de la Salut de la Facultat de Medicina Privada de Wrocław, presidenta de la sucursal de Wrocław de la Societat Bioquímica polonesa.
Va defensar la seva tesi doctoral i després va obtenir el títol de doctor en ciències. El 6 d’abril del 2001 va rebre el títol de professora en el camp de les ciències biològiques. Va ser professora al departament de protecció de la salut i prevenció de la facultat de medicina de Wrocław. Va ser professora del departament de patologia cel·lular, del departament de biotecnologia de la Universitat de Wroclaw i de les universitats mèdiques no estatals de Wroclaw i del cap del departament de patologia cel·lular, del departament de biotecnologia de la Universitat de Wroclaw.
Malicka-Błaszkiewicz va morir l'1 de març de 2021.